# West Hartford
West Hartford – miejscowość w Stanach Zjednoczonych, w stanie Connecticut.
Leży w centrum stanu, na zachód od jego stolicy Hartford. W jego bezpośrednim sąsiedztwie znajdują się Bloomfield, Newington, Farmington oraz Avon. West Hartford jest położone w odległości mniej więcej 160 km na pd-zach od Bostonu i ok. 160 km na pn-wsch od Nowego Jorku.